# Rocafort de Queralt
Rocafort de Queralt település Spanyolországban, Tarragona tartományban. Rocafort de Queralt Conesa, Tarragona, Sarral, Tarragona és Forès községekkel határos. Lakosainak száma 246 fő (2024).

## Népesség
A település népessége az elmúlt években az alábbi módon változott:
| Lakosok száma | 204  | 813  | 650  | 525  | 277  | 262  | 278  | 256  | 225  | 246  |
|               | 1717 | 1887 | 1936 | 1960 | 1986 | 2004 | 2009 | 2014 | 2019 | 2024 |